# Пона, Франческо
Франческо Пона (итал. Francesco Pona; 11 октября 1595 — 2 октября 1655) — итальянский врач и писатель, переводчик, драматург.

## Биография
Родился в Вероне.  Окончил престижный в то время Падуанский университет (1615), где изучал медицину и философию (в числе его педагогов был известный аристотелик Чезаре Кремонини). Затем  перебрался в Болонью, где углубил свои познания в области анатомии. В 1617 вернулся в Верону, где работал медиком. С 1651 историограф императора Фердинанда III. Пона был членом нескольких итальянских академий, включая вольнодумную Академию Инконьити (Венеция) .

## Творчество
Перу Франческо Пона принадлежит множество научных, философских и художественных сочинений, в том числе:
- сборник «Стихотворения» («Rime», 1617).
- пособие по садоводству «Цветочный рай, или Прообраз садов» («Il Paradiso de' Fiori overo Lo archetipo de' Giardini», 1622).
- роман «Светильник» («La lucerna», 1622).
- роман «Ятрополитическая маска, или Спор мозга с сердцем» («La Maschera iatropolitica, overo cervello e cuore principj rivali», 1627).
- аллегорическая комедия «Партенио» («Il Parthenio», 1627).
- исторический роман «Мессалина» («Messalina», 1628).
- трактат-репортаж  «Великая веронская зараза 1630 года» («Il gran contagio di Verona nel 1630», 1631).
- историческая трагедия «Клеопатра» («Cleopatra», 1635).
- роман «Ормондо» («L’Ormondo», 1635).
- собрание литературных портретов «Галерея знаменитых женщин» («Galleria delle donne celebre», 1641).
- «Трактат о ядах и их лечении» («Trattato de veleni e la cura», 1643).

### «Светильник»
Роман «Светильник» во многом навеян романом Апулея «Золотой осёл» и отражает медицинские и философские интересы автора.  
Книга ... структурируется как беседа венецианского студента-медика Эврето ... с висящим перед входом в его дом светильником. Основной корпус текста представлен повествованием Светильника, выстроенным по принципу нанизывания новелл и представляющим собой историю метаморфоз заключенной в нем Души.
Переселения Души выстроены по законам барочного разнообразия: львица — прекрасная нимфа — кровавый Сулла — блоха — дочь короля Сицилии Аргенида, героиня одноименного латиноязычного романа (в 1625 году переведенного на итальянский язык самим же Пона) — Равальяк, убийца Генриха IV и пр. Вполне соответствует барочному вкусу и акцент на жестоких, кровавых эпизодах .  Исследователи усматривают в книге широкий спектр литературных аллюзий (Лукиан, Плутарх, Петроний, Овидий, Боккаччо, Аретино, Ариосто, Страпарола, Банделло и пр.). 

### «Мессалина»
В центре повествования известная своей развращенностью третья жена римского императора Клавдия.Книга находится на перекрестке жанров: исторический роман, романизированная биография и медицинский очерк . Суховатый стиль сочетается с характерными для прозы барокко словесными играми. Рассказчик часто вмешивается в повествование, которое завершается морализирующей сентенцией.

### «Великая веронская зараза 1630 года»
Франческо Пона достоверно и впечатляюще описал ужасающие для его родного города последствия свирепствовавшей в Италии 1629-1631 годов эпидемии чумы. Не исключено, что видный мастер романтической прозы Алессандро Мандзони в романе «Обрученные» (1827), описывая соответствующие события, опирался — в числе других источников — на книгу Пона. Мандзони после долгих поисков крайне редкого печатного издания сумел заполучить рукописную копию .